# Pommeuse
Pommeuse ist eine französische Gemeinde mit 3039 Einwohnern (Stand 1. Januar 2022) im Département Seine-et-Marne in der Region Île-de-France. Sie gehört zum Arrondissement Meaux und zum Kanton Fontenay-Trésigny.

## Geographie

### Nachbargemeinden
Umgeben ist Pommeuse von den Gemeinden Faremoutiers, Mouroux, La Celle-sur-Morin, Saint-Augustin, Guérard, Giremoutiers und Maisoncelles-en-Brie.

### Gemeindegliederung
Pommeuse besteht aus den zwanzig Ortschaften Le Bertrand, La Bilbauderie, Le Bisset, Le Bourg, Les Charmes, Le Charnois, Chéru, Courtalin, Le Fahy, La Lavanderie, Maisonfleur, Le Mesnil, Montrenard, Montmartin, Le Poncet, Le Roty, Saint Blandin, Tresmes, Le Tronchet und Vauxpleurs.

## Bevölkerungsentwicklung
| Jahr      | 1962 | 1968 | 1975 | 1982 | 1990 | 1999 | 2007 |
| Einwohner | 74   | 128  | 115  | 107  | 108  | 112  | X    |

## Sehenswürdigkeiten

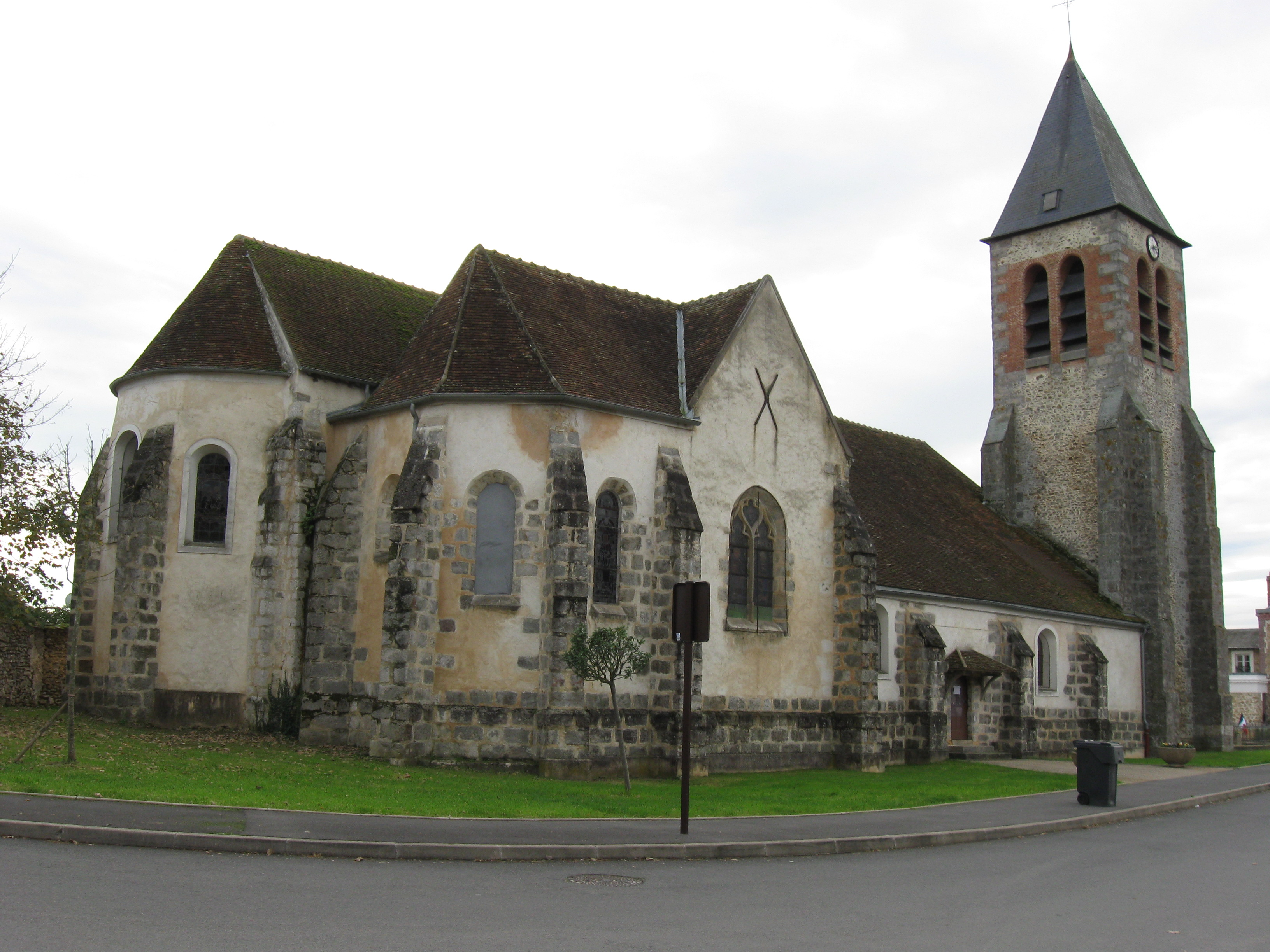
Kirche St-Martin

- Kirche St-Martin, 12. Jahrhundert
- Schloss Pommeuse, 19. Jahrhundert

## Persönlichkeiten
- Irina Demick (1936–2004), Schauspielerin, geboren in Pommeuse